# Federación Comorense de Fútbol
La Federación Comorense de Fútbol (en francés: Fédération Comorienne de Football; abreviado FFC) es el organismo rector del fútbol en Comoras, con sede en Moroni. Fue fundada en 1979, desde 2005 es miembro de la FIFA y desde 2003 de la CAF. Además forma parte de la Unión de Asociaciones de fútbol árabes desde 2003, del Consejo de Asociaciones de Fútbol de África del Sur desde 2007, y de la Unión de Federaciones de Fútbol del Océano Índico. Organiza el campeonato de Liga y de Copa, así como los partidos de la selección nacional en sus distintas categorías.